# Limba greacă modernă
Limba greacă modernă sau neogreacă, în original Νέα Ελληνικά sau Νεοελληνική, cunoscută și ca Ρωμαίικα, se referă la cea de-a cincea etapă din evoluția limbii grecești, după greaca miceniană, greaca antică, cea a perioadei elenistice și cea medievală.
Astăzi vorbesc această limbă aproximativ 14-17 milioane de persoane, cei mai mulți vorbitori fiind în Grecia și Cipru. Există însă un număr important de vorbitori printre minoritățile etnice din state sau în comunități de imigranți.
În mod simbolic se consideră că anul căderii Constantinopolului (1453) reprezintă începutul limbii moderne grecești, deși, din punct de vedere lingvistic, în secolul al XI-lea aceasta era deja formată.
Timp îndelungat au coexistat două limbi, una reprezentată de dialectele vorbite în diferite regiuni ca limbă vernaculară, cealaltă fiind limba care conserva formele scrise ale limbii arhaice. Între secolele al XIX-lea și al XX-lea s-au aflat în competiție diferite forme ale limbii populare (Δημοτική) și limba pură (Καθαρεύουσα), utilizată în administrație, justiție și literatură.
În 1976, prin legea 306/1976, statul grec a declarat ca limbă oficială o formă standardizată a demoticii.